# Ardiles
Ardiles es una localidad argentina ubicada en el departamento Banda de la provincia de Santiago del Estero. Se encuentra sobre la ruta provincial 8,50 km al noroeste de La Banda. 
La estación de ferrocarril fue inaugurada en 1891, como parte del ramal Retiro - San Miguel de Tucumán. Cuenta con un puesto de salud, una escuela y un destacamento policial.
El total de calles transitables son de ripio y tierra, con un porcentaje de asfalto nulo.

## Población
Cuenta con 203 habitantes (Indec, 2010), lo que representa un incremento del 16,7% frente a los 174 habitantes (Indec, 2001) del censo anterior.
| Gráfica de evolución demográfica de Ardiles entre 1991 y 2010 |
|                                                               |
| Fuente: Censos nacionales del INDEC                           |